# Fredrik Gabriel Sanmark
Fredrik Gabriel Sanmark, född 21 augusti 1798 i Tyrvis, död 4 augusti 1886 i Helsingfors, var en finländsk kirurg och ögonläkare.
Sanmark blev medicine doktor 1832, var stadsläkare i Åbo 1834–1839, stadsläkare i Vasa 1839–1843, lasaretts- och kurhusläkare i Åbo 1843–1849 samt överläkare vid Allmänna hospitalet i Helsingfors 1849–1860. Han var stiftande medlem av Finska Läkaresällskapet och blev hedersmedlem där 1886. Han införde avancerad ögonkirurgi och rapporterade förekomsten av kronisk konjunktivit i Finland (uppenbarligen trakom, en ögoninflammation förorsakad av mikroben Chlamydia trachomatis).